# Jérôme Grand d'Esnon
Jérôme Donatien Etienne Grand d'Esnon (né le 13 février 1956, Paris) est un avocat français, inscrit au Barreau de Paris depuis 2008, qui a été conseiller de plusieurs hommes politiques et un spécialiste du financement des campagnes électorales.

## Biographie
Né le 13 février 1956, il effectue des études supérieures de droit et obtient deux DEA de Droit public et de Droit international public, à l'Université Paris-Assas.
Il enseigne le droit à l'Université Paris V de 1981 à 1987. De 1987 à 1989, il est assistant parlementaire de Pierre Mazeaud. Il est nommé en 1989 chargé de mission au cabinet d'Alain Juppé, durant les premières années de celui-ci comme secrétaire général du Rassemblement pour la République (RPR). En 1991,  il  devient chargé de mission au cabinet de Jacques Chirac à l'hôtel de ville de Paris (il est cité par Le Canard enchaîné dans le cadre de l’affaire des emplois fictifs de la mairie de Paris, soupçonné d’avoir bénéficié d’un poste de complaisance à la mairie tout en continuant à travailler pour le RPR). En 1995, il est secrétaire général de l'association de financement de la campagne de Jacques Chirac pour l’élection présidentielle de 1995. En novembre 1996, il est nommé directeur des affaires juridiques à la Mairie de Paris, poste qu'il quitte au lendemain des municipales de 2001, perdues par Jean Tiberi au profit de  Bertrand Delanoë. En 2001, il est nommé dans les équipes du président de la République française Jacques Chirac, en tant que conseiller technique sur les questions juridiques,,,.
Nicolas Sarkozy succède en mai 2007 à Jacques Chirac comme Président de la République française. Jérôme Grand d'Esnon quitte les équipes de la présidence, et s’inscrit au barreau de Paris début 2008, puis rejoint dans la même année le cabinet d'avocats Landwell en tant qu'associé chargé du secteur Droit Public. En janvier 2010, il passe au cabinet Carbonnier, Lamaze, Rasle et associés, à nouveau en tant qu’associé chargé du secteur public. Il publie durant ces années 2000 et 2010 plusieurs ouvrages, notamment sur le thème du financement des campagnes électorales en France, et est désormais considéré comme un des experts en ce domaine.
Dans les années 2010, il devient un des conseils de Bruno Le Maire. Il fait fonction de directeur de campagne pour celui-ci en préparation de l’élection présidentielle française de 2017,, jusqu'à la primaire de la droite de novembre 2016, puis se rapproche d’Emmanuel Macron,,.